# Вебберс-Фоллс (Оклахома)
Вебберс-Фоллс (англ. Webbers Falls) — місто (англ. town) в США, в окрузі Маскогі штату Оклахома. Населення — 338 осіб (2020).

## Географія
Вебберс-Фоллс розташований за координатами 35°30′32″ пн. ш. 95°9′41″ зх. д. / 35.50889° пн. ш. 95.16139° зх. д. (35.508982, -95.161391).  За даними Бюро перепису населення США в 2010 році місто мало площу 9,94 км², з яких 9,92 км² — суходіл та 0,02 км² — водойми.

## Демографія
Згідно з переписом 2010 року, у місті мешкало 616 осіб у 247 домогосподарствах у складі 162 родин. Густота населення становила 62 особи/км².  Було 331 помешкання (33/км²).
Расовий склад населення:
| - 67,0 % — білих - 22,7 % — корінних американців - 1,5 % — чорних або афроамериканців - 0,8 % — азіатів |

До двох чи більше рас належало 7,6 %. Частка іспаномовних становила 2,4 % від усіх жителів.
За віковим діапазоном населення розподілялося таким чином: 28,9 % — особи молодші 18 років, 53,1 % — особи у віці 18—64 років, 18,0 % — особи у віці 65 років та старші. Медіана віку мешканця становила 35,8 року. На 100 осіб жіночої статі у місті припадало 96,2 чоловіків;  на 100 жінок у віці від 18 років та старших — 93,0 чоловіків також старших 18 років.
Середній дохід на одне домашнє господарство  становив 33 061 долар США (медіана — 25 375), а середній дохід на одну сім'ю — 40 461 долар (медіана — 36 563). За межею бідності перебувало 35,8 % осіб, у тому числі 58,1 % дітей у віці до 18 років та 14,4 % осіб у віці 65 років та старших.
Цивільне працевлаштоване населення становило 140 осіб. Основні галузі зайнятості: освіта, охорона здоров'я та соціальна допомога — 19,3 %, роздрібна торгівля — 12,1 %, будівництво — 11,4 %.